# Pierre Chuvin
Cet article possède un paronyme, voir Pierre Chauvin.
Pierre Chuvin est un helléniste et un historien français né le 18 juillet 1943 à Saint-Angel (Allier) et mort le 26 décembre 2016 à Paris,. C'est un spécialiste de la Grèce antique et de l'Orient contemporain.

## Biographie
Fils d'une institutrice, il fait ses études primaires à l'école communale d'Archignat, puis est élève au lycée de Montluçon.
Après ses études à l'université de Clermont-Ferrand et à l'École nationale des langues orientales vivantes (où il apprend le grec moderne et le turc) et l'agrégation de lettres classiques, Pierre Chuvin obtient un doctorat en littérature grecque, avec une thèse sur Nonnos de Panopolis.
Il devient professeur à l'université Clermont-Ferrand-II, puis, en 1998, à l'université Paris-X (Nanterre). De 1993 à 1998, il crée et dirige l'Institut français d'études de l'Asie centrale, basé à Tachkent (Ouzbékistan). Il y fonde la revue Les Cahiers de l'Asie centrale. De 2003 à 2008, il est directeur de l'Institut français d'études anatoliennes, sis à Istanbul, avant de revenir à Paris. Il enseigne à l'université de Nanterre jusqu'à sa retraite en 2011. En 1993, il reçoit le prix Desrousseaux de l'Association des études grecques pour l'ensemble de son œuvre.
Il devient membre du comité de rédaction de la revue L'Histoire en 1984. Il a écrit une centaine d'articles dans cette revue.

### Vie privée
Il était l'époux d'Huguette Meunier-Chuvin.

## Principales publications

### Ouvrages
- Mythologie et géographie dionysiaques : recherches sur l'œuvre de Nonnos de Panopolis (coll. Vates, 2), préf. d'Ernest Will, Clermont-Ferrand, Adosa, 1992, 366 p. (thèse de doctorat d'État)  (ISBN 2-86639-116-0).

- Prix Saintour 1994 de l'Académie des inscriptions et belles-lettres.
- L'Islam au péril des femmes. Une Anglaise en Turquie au XVIIIe siècle (lettres de Lady Montagu), traduction et présentation avec Anne-Marie Moulin, Maspéro/La Découverte, 1981.
- Chronique des derniers païens. La disparition du paganisme dans l'Empire romain, du règne de Constantin à celui de Justinien, éd. Les Belles Lettres, 1990
- Mythologie grecque. Du premier homme à l'apothéose d'Héraclès, éd. Fayard, 1992.

- Prix François-Millepierres 1993 de l'Académie française.
- L’Asie centrale. L’indépendance, le pétrole et l’islam, avec Pierre Gentelle, Le Monde éditions / Marabout, 1998
- Les Arts de l’Asie centrale, éd. Citadelles-Mazenod, 1999 (direction)
- Samarcande Boukhara Khiva, éd., Flammarion, 2001, avec des photographies de Gérard Degeorge.
- Turquie, éd. Larousse, 2003 (en collaboration)
- Des Géants à Dionysos. Mélanges de religion et poésie grecques en l’honneur du professeur Francis Vian, 2003
- Pitres et pantins. Transformations du masque comique : de l'Antiquité au théâtre d'ombres, co-édité avec Sophie Basch, PUPS, 2007.
- Histoire de l'Asie centrale contemporaine, avec René Létolle et Sébastien Peyrouse, Fayard, 2008.
- L'Orientalisme, les orientalistes et l'Empire ottoman, de la fin du XVIIe siècle à la fin du XXe siècle, co-édité avec Sophie Basch, Nora Sens, Michel Espagne et Jean Leclant, Académie des inscriptions et belles-lettres/De Boccard, 2011.

### Éditions et traductions d'œuvres antiques
- Nonnos de Panopolis, Les Dionysiaques (48 livres), Les Belles Lettres, coll. « Budé », 19 vol., 1976-2006, .
- Paul le Silentiaire, Description de Sainte-Sophie de Constantinople, présentation et traduction avec Marie-Christine Fayant, éditions ADie, 1997. Mention spéciale du jury du prix du livre d'architecture en 1998.

### Traductions scientifiques
- La Mémoire des sables. La vie en Égypte sous la domination romaine (de Naphtali Lewis), Armand Colin, 1988.
- Pouvoir et persuasion dans l'Antiquité tardive (de Peter Brown, trad. avec Huguette Meunier-Chuvin), Le Seuil, 1998.

### Traductions de poésies turques
- Entre les murailles et la mer, trente-deux poètes turcs, avec Güzine Dino et Michèle Aquien, Maspéro/La Découverte, 1982.
- La Montagne d'en face, poèmes des derviches anatoxines, avec Güzine Dino et Michèle Aquien, Montpellier, Fata Morgana, 1986.
- Offrandes. Poèmes 1946-1989 (édition bilingue, coll.), Publisud/UNESCO, 1998.
- J'ai vu la mer (coll.), Saint-Pourçain-sur-Sioule, Bleu autour, 2010.

## Hommages
Deux volumes d'hommages à Pierre Chuvin ont été publiés par CNRS éditions. Le premier, Le voyage des légendes, a été préparé par Delphine Lauritzen et Michel Tardieu en 2013 (27 articles dus à des hellénistes et des spécialistes de l'Antiquité) ; le second, De Samarcande à Istanbul : étapes orientales, a été préparé par Véronique Schiltz en 2015 (32 articles écrits par des spécialistes du monde turc et centre-asiatique).
Le groupe de musique américain The Mountain Goats lui dédie leur dix-huitième album : Songs for Pierre Chuvin.